# Never, Never Gonna Give You Up (canción de Barry White)
"Never, Never Gonna Give You Up" es una canción de Barry White. Fue una canción lanzada como sencillo para su álbum Stone Gon'.
Lisa Stansfield versionó la canción en 1997 en el su cuarto álbum del mismo nombre. También fue versionada por Cake para la banda sonora de An American Werewolf in Paris, la canción también apareció en su disco de 2007 "B-Sides and Rarities".
- Datos: Q1621374